# Kostel svatého Prokopa (Sobčice)
Kostel svatého Prokopa je římskokatolický, filiální, bývalý farní kostel v obci Sobčice. Je chráněn od 3. 5. 1958 jako kulturní památka České republiky. Kostel je dominanou obce. Od roku 2009 je kostel sv. Prokopa a hřbitov majetkem obce Sobčice.

## Historie
Nejstarší zmínka o kostele z roku 1369 je v rejstříku papežských desátků, kdy se z kostela platilo 12 grošů pololetně. Kostel jako filiální patřil pod bydžovské děkanství. Podací právo měl hradecký arcijáhen. Během husitských válek byl kostel vyrabován a následně opuštěn. V roce 1675 byl pod správou hořického faráře a potom faráře chomutického. Stavba současného kostela na místě původního vznikla v letech 1761-1777 za působení kartuziánského preláta Červinky a chomutického faráře Jana Chmelíka. Autorem plánů byl pražský architekt Antonín Schmidt (1723–1783). Nejprve bylo postaveno kněžiště a loď kostela s klenutím a poté byl kostel v 2. září 1770 vysvěcen. Teprve k hotové lodi byla přistavěna dvoupatrová věž o výšce 19 metrů, která má v prvním patře varhany a o patro výš zvony, původně čtyři, v současné době dva. Kostel byl několikrát opravován, při poslední opravě v roce 1994 při sváření ručiček na ciferníku se vzňala střecha a žárem pukly zvony. Nové zvony vysvětil biskup Josef Kajnek.

## Architektura
Pozdně barokní církevní stavba z let 1761-77 postavená valdickými kartuziány. Zdivo je z lomového kamene omítnuté hladkou omítkou.

## Okolí kostela
Kolem kostela býval hřbitov, zrušený pravděpodobně při stavbě současného kostela. Některé náhrobky byly zazděny do obvodových zdí. Jeden z nich nese zbytek nápisu „Letha Panie 1628…“, na druhé desce je zobrazen rytíř v brnění, který klečí před křížem s nápisem „…unrzel urozený Pan Jan starssy z Rokytníka…“. Reliéf třetí desky znázorňuje ženskou postavu před křížem s nápisem „…Barbora z Wostromierze…“.

## Bohoslužby
Pravidelné bohoslužby se v kostele nekonají.